# I Know (Tom Odell)
I Know is een nummer van de Britse singer-songwriter Tom Odell uit 2014. Het is vijfde en laatste single van zijn debuutalbum Long Way Down.
"I Know" gaat over de realisatie dat iets waarvan je houdt, voorbij is. De tekst van het nummer is autobiografisch. De plaat flopte in Odells thuisland het Verenigd Koninkrijk met een 92e positie. Meer succes kende het in Vlaanderen, waar de 20e positie in de Tipparade werd gehaald.